# صولجية
صَوْلَجِيَّة أو الشجرة البيضاء (الاسم العلمي: Leucadendron)، جنس نباتات مُزهرة من فصيلة البروطية. تضم حوالي 80 نوعًا. تستوطن جنوب إفريقيا، حيث تشكل جزءًا بارزً من بيئة فنبوس ونمط الكساء النباتي.
الاسم العلمي مشتق اليونانية القديمة، ويتكون من كلمتان، leuca وتعني «أبيض»، و-dendron «شجرة».